# チェイス郡 (カンザス州)
チェイス郡（英: Chase County）は、アメリカ合衆国カンザス州の中央部東に位置する郡である。2010年国勢調査での人口は2,790人であり、2000年の3,030人から7.9%減少した。郡庁所在地はコットンウッドフォールズ市（人口903人）であり、同郡で人口最大の都市でもある。
チェイス郡は旅行記作家ウィリアム・リースト・ヒート＝ムーンの著作『プレーリーアース：ア・ディープ・マップ』（1991年）の舞台になった。ノートルダム大学のアメリカンフットボールコーチ、クヌート・ロックニーが郡内で起きた飛行機墜落事故で死んだ。高草プレーリー国立保存区が1996年に設定された。カンザス州の人口重心が郡内ストロングシティの北約4マイル (6 km) にある。
カンザス州にはチェイス市があり、ライス郡の小さな都市である。

## 19世紀

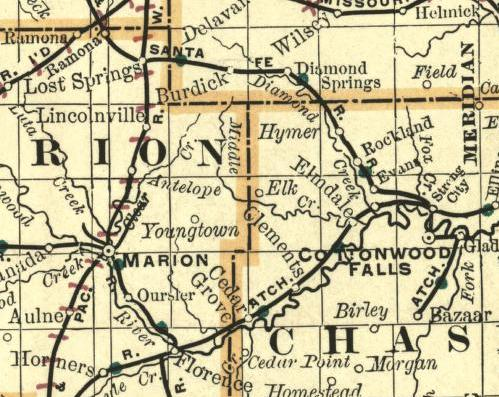
1893年の鉄道路線図

チェイス郡の南西部、マリオン郡に1マイル (1.6 km) 食い込んだ境界は異常な状況で設定された。殺人事件が起こり、マリオン郡は裁判を行いとは思わなかったので、幅1マイル、長さ18マイル (29 km) の土地がチェイス郡に譲渡され、そこで殺人事件が起こったとされた。この土地は今でもチェイス郡内に入っている。
1887年、アッチソン・トピカ・アンド・サンタフェ鉄道が州内ネバ（ストロングシティの西3マイル (5 km)）からネブラスカ州スーピアリアまでの支線を建設した。この支線はストロングシティ、ネバ、ロックランド、ダイアモンドスプリングス、バーディック、ロストスプリングス、ジェイコブス、ホープ、ナバーレ、エンタープライズ、アビリーン、タルマージ、マンチェスター、ロングフォード、オークヒル、ミルトンベール、オーロラ、ハッシャー、コンコーディア、カックレー、コートランド、ウェバーを結びネブラスカ州のスーピアリアを繋いだ。ある時点でネバからロストスプリングスまでの線路は撤去されたが、通行権は放棄されなかった。この支線は当初、「ストロングシティ・アンド・スーピアリア線」と呼ばれたが、後に短縮されて「ストロングシティ線」となった。1996年、アッチソン・トピカ・アンド・サンタフェ鉄道はバーリントン・ノーザン鉄道と合併し、現在のBNSF鉄道となっている。地元の人間は現在でもこの線を「サンタフェ鉄道」と呼んでいる。

## 法と政府
チェイス郡はアルコールを禁じる、すなわち「ドライ」の郡だったが、1986年にカンザス州憲法が修正され、住民は1988年の投票で個人が嗜むアルコール飲料の販売を承認した。ただし、食料販売量の30%までという制限が付いた。

## 地理
チェイス郡はカンザス州の東半分にあるフリントヒルズ地質地帯の中央に位置している。アメリカ合衆国国勢調査局に拠れば、郡域全面積は778.01平方マイル (2,015.0 km2)であり、このうち陸地は775.89平方マイル (2,009.5 km2)、水域は2.12平方マイル (5.5 km2)で水域率は0.27%である。

### 主要高規格道路
出典:  National Atlas, U.S. Census Bureau
- 州間高速道路35号線 – 郡内の35号線は全てカンザス・ターンパイクの部分であり、郡内にインターチェンジは無い。利用するとすれば、アメリカ国道50号線で東のライアン郡エンポリアのインターチェンジから入るか、カンザス州道177号線で、南のバトラー郡カソデイから入ることになる。牛を乗せるために郡内バザーの町南東に私設のインターチェンジがある。このインターチェンジに架かる陸橋は「バザー・キャトル・クロッシング」と名付けられている[8]。
- アメリカ国道50号線
- カンザス州道150号線
- カンザス州道177号線

### 隣接する郡
- モリス郡 - 北
- ライアン郡 - 東
- グリーンウッド郡 - 南東
- バトラー郡 - 南西
- マリオン郡 - 西

### 国立保護地域
- 高草プレーリー国立保存区

## 人口動態

人口ピラミッド

以下は2000年の国勢調査による人口統計データである。
| 基礎データ - 人口: 3,030人 - 世帯数: 1,246 世帯 - 家族数: 817 家族 - 人口密度: 2人/km2（4人/mi2） - 住居数: 1,529軒 - 住居密度: 1軒/km2（2軒/mi2） 人種別人口構成 - 白人: 96.90% - アフリカン・アメリカン: 1.02% - ネイティブ・アメリカン: 0.56% - アジア人: 0.13% - その他の人種: 0.56% - 混血: 0.83% - ヒスパニック・ラテン系: 1.75% 年齢別人口構成 - 18歳未満: 24.1% - 18-24歳: 6.5% - 25-44歳: 26.6% - 45-64歳: 24.1% - 65歳以上: 18.7% - 年齢の中央値: 40歳 - 性比（女性100人あたり男性の人口） - 総人口: 95.4 - 18歳以上: 91.3 | 世帯と家族（対世帯数） - 18歳未満の子供がいる: 28.3% - 結婚・同居している夫婦: 54.6% - 未婚・離婚・死別女性が世帯主: 7.6% - 非家族世帯: 34.4% - 単身世帯: 31.1% - 65歳以上の老人1人暮らし: 14.9% - 平均構成人数 - 世帯: 2.34人 - 家族: 2.92人 収入と家計 - 収入の中央値 - 世帯: 32,656米ドル - 家族: 39,848米ドル - 性別 - 男性: 27,402米ドル - 女性: 21,528米ドル - 人口1人あたり収入: 17,422米ドル - 貧困線以下 - 対人口: 8.6% - 対家族数: 4.1% - 18歳未満: 10.0% - 65歳以上: 6.3% |

## 都市と町

### 法人化された都市
都市名の後の数字は2010年国勢調査での人口を示す。
- コットンウッドフォールズ, 903 - 郡庁所在地
- ストロングシティ, 485
- マットフィールドグリーン, 47
- シーダーポイント, 28
- エルムデール, 55

## その他の町
- バザー
- バーリー
- クレメンツ
- グラッドストーン
- ホームステッド
- ハイマー
- ロックランド
- ルーラル
- サフォードビル
- トレド
- ウォンセビュ

### ゴーストタウン
- クロバークリフ
- エルク
- エリノア
- モーガン
- ネバ
- サーマン

## 郡区
チェイス郡は9の郡区に分けられている。郡内の都市はどれも「政治的に独立」とは見なされず、郡区の数字の全ては都市の数字を含んでいる。下表で「人口中心」は最大都市であり、特に大きな数字でなければ、郡区の人口に含まれるものである。
| 郡区 | FIPSコード | 人口中心                 | 人口  | 人口密度 /km2 (/sq mi) | 陸地面積 km2 (sq mi) | 水域 km2 (sq mi) | 水域率(%) | 座標                                                              |
| --- | ---------- | ------------------------ | ----- | ---------------------- | -------------------- | ---------------- | --------- | ----------------------------------------------------------------- |
| バザー                                                                                                  | 04700      |                          | 81    | 0 (1)                  | 293 (113)            | 0 (0)            | 0.17%     | 北緯38度15分55秒 西経96度32分3秒 / 北緯38.26528度 西経96.53417度  |
| シーダー                                                                                                | 11225      |                          | 116   | 1 (2)                  | 142 (55)             | 0 (0)            | 0.22%     | 北緯38度8分54秒 西経96度46分30秒 / 北緯38.14833度 西経96.77500度  |
| コットンウッド                                                                                          | 15875      |                          | 184   | 1 (2)                  | 209 (81)             | 0 (0)            | 0.23%     | 北緯38度17分23秒 西経96度45分44秒 / 北緯38.28972度 西経96.76222度 |
| ダイアモンドクリーク                                                                                    | 17975      |                          | 237   | 1 (2)                  | 373 (144)            | 1 (0)            | 0.24%     | 北緯38度25分31秒 西経96度40分35秒 / 北緯38.42528度 西経96.67639度 |
| フォールズ                                                                                              | 22850      | コットンウッドフォールズ | 1,163 | 9 (23)                 | 131 (51)             | 1 (0)            | 0.42%     | 北緯38度21分55秒 西経96度32分27秒 / 北緯38.36528度 西経96.54083度 |
| ホームステッド                                                                                          | 32950      |                          | 52    | 0 (1)                  | 141 (54)             | 0 (0)            | 0.27%     | 北緯38度10分56秒 西経96度42分14秒 / 北緯38.18222度 西経96.70389度 |
| マットフィールド                                                                                        | 45125      |                          | 155   | 0 (1)                  | 316 (122)            | 1 (0)            | 0.29%     | 北緯38度8分59秒 西経96度30分56秒 / 北緯38.14972度 西経96.51556度  |
| ストロング                                                                                              | 68600      | ストロングシティ         | 740   | 4 (11)                 | 172 (67)             | 0 (0)            | 0.24%     | 北緯38度24分20秒 西経96度32分18秒 / 北緯38.40556度 西経96.53833度 |
| トレド                                                                                                  | 70775      |                          | 302   | 1 (3)                  | 233 (90)             | 1 (0)            | 0.44%     | 北緯38度24分49秒 西経96度23分50秒 / 北緯38.41361度 西経96.39722度 |
| Sources: “Census 2000 U.S. Gazetteer Files”. U.S. Census Bureau, Geography Division. 2012年4月1日閲覧。 |            |                          |       |                        |                      |                  |           |                                                                   |

## 教育

### 統一教育学区
- USD 284, チェイス郡
  - コットンウッドフォールズ、ストロングシティ、マットフィールドグリーン、シーダーポイント、エルムデール、クレメンツ、サフォードビル、バザー、田園部
  - チェイス郡中高校

隣接郡の教育学区
- USD 398, ピーボディ・バーンズ
  - ウォンセビュ、田園部
  - ピーボディ・バーンズ中高校

## アメリカ合衆国国家歴史登録財
郡内の以下の場所がアメリカ合衆国国家歴史登録財に登録されている。
| - カーター・ビル、コットンウッドフォールズ市 - シーダーポイント・ミル、シーダーポイント市 - チェイス郡庁舎、コットンウッドフォールズ市 - チェイス郡国定銀行、コットンウッドフォールズ市 - クレメンツ石造アーチ橋、クレメンツ | - クローバークリフ牧場舎、エルムデール市 - コットンウッド川橋、コットンウッドフォールズ市 - コットンウッド川プラット・トラス橋、シーダーポイント市 - クロッカー牧場、マットフィールドグリーン市 - フォックス・クリーク石造アーチ橋、ストロングシティ市 |

## 州の歴史指定地域
州の歴史指定地域には以下のものがある。
- 特徴有るランドマーク - チェイス郡庁舎
- チェイス郡ブルーステム草原地域
- ブルーステム草原地域
- W・B・ストロング記念鉄道公園

## 昔の地図

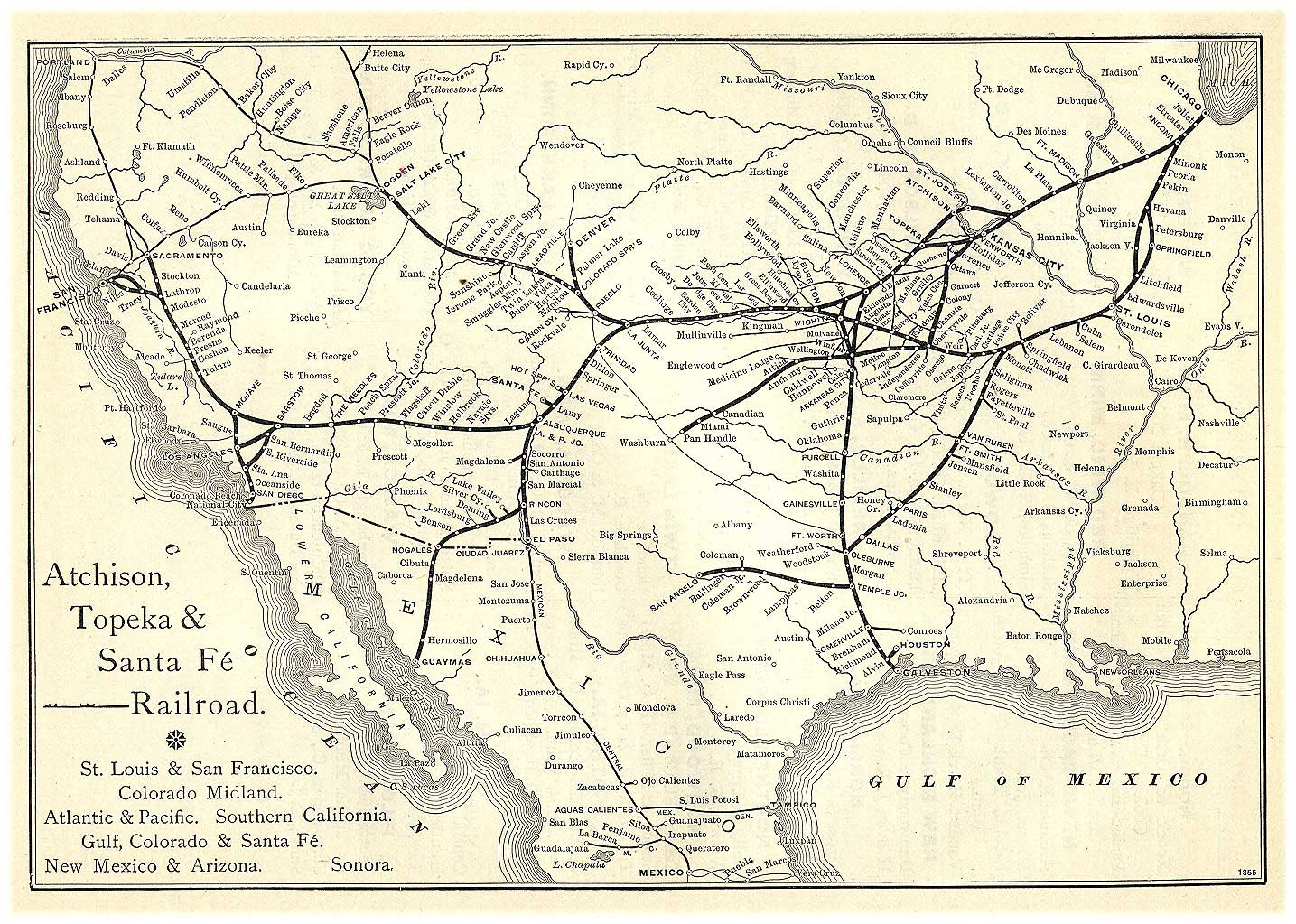
1891年のアッチソン・トピカ・アンド・サンタフェ鉄道路線図、出典：Grain Dealers and Shippers Gazetteer.
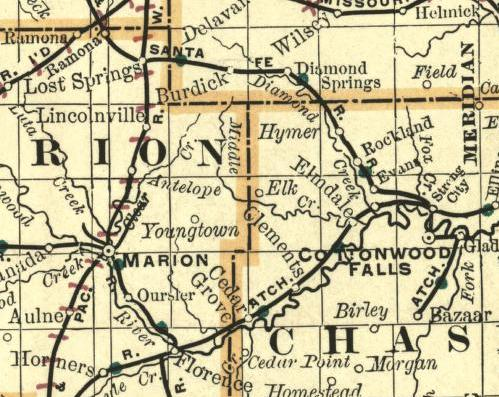
1893年の鉄道路線図
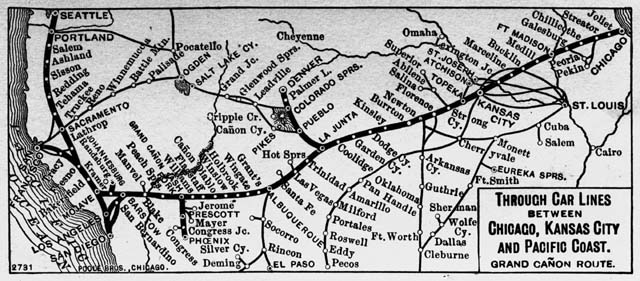
1900年-1905年のアッチソン・トピカ・アンド・サンタフェ鉄道、通常の停車駅が記されている
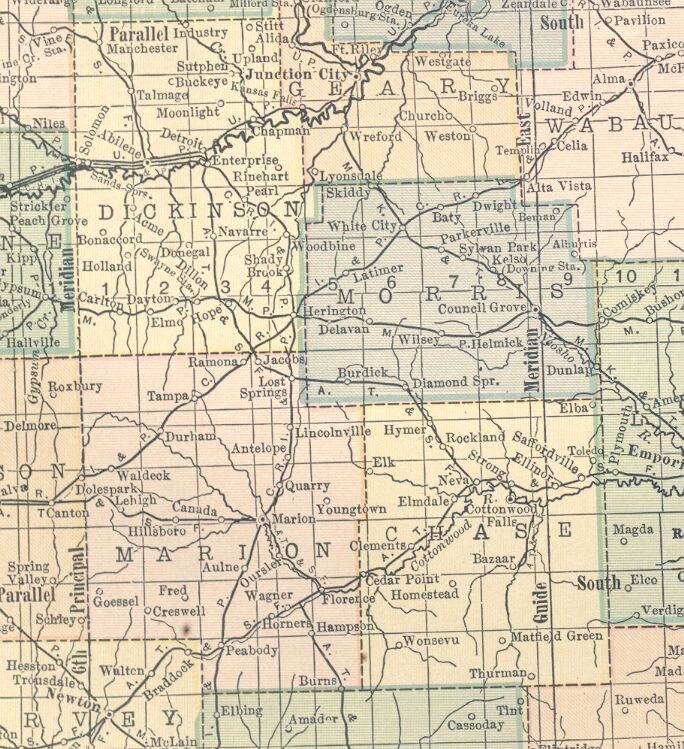
1914年の鉄道路線図
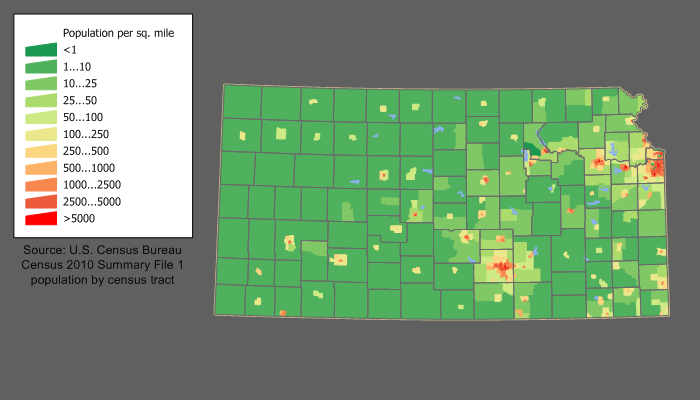
2000年のカンザス州人口密度図